# Rătăcirile dragostei
Rătăcirile dragostei (titlul original: în germană Verwirrung der Liebe) este un film de comedie est-german, realizat în 1959 de regizorul Slatan Dudow, protagoniști fiind actorii Annekathrin Bürger, Angelica Domröse, Willi Schrade și Stefan Lisewski.

## Rezumat
Două cupluri îndrăgostite, pentru care viitorul pare clar: studenta la artă Sonja și studentul la medicină Dieter, angajata Siegi și zidarul Edy. Dieter își caută prietena Sonja la un bal de carnaval - și o găsește pe Siegi. Fata naturală, veselă, îl atrage. Inteligenta Sonja îl lasă să facă asta, vrea să verifice dacă dragostea ei este la înălțime.
Noul cuplu își petrece o vacanță la mare, în timp ce lui Sonja îi place de Edy, care este atât de diferită de Dieter. Toți patru stau în cele din urmă în fața biroului stării civile cu partenerii lor schimbați și abia aici, în ultimul moment, își dau seama cine aparține cui.

## Distribuție
- Annekathrin Bürger – Sonja
- Angelica Domröse – Siegi
- Willi Schrade – Dieter
- Stefan Lisewski – Edy
- Hannes Fischer – profesorul Kienbaum
- Martin Flörchinger – profesorul Boerwald
- Ulrich Folkmar – profesorul Darheim
- Horst Friedrich – profesorul Lück
- Erik S. Klein – profesorul de științe sociale
- Hans Lucke – profesorul Pernack
- Friedrich Richter – profesorul Böck
- Werner Wieland – profesorul din sală
- Günther Ballier – casierul de la universitate
- Gerhard Bienert – primul taximetrist
- Werner Dissel – al doilea taximetrist
- Ursula Fröhlich – mama Soniei
- Maika Joseph – primul vecin
- Hildegard Küthe – al doilea vecin
- Wolfgang Lippert – primul coleg al lui Edy
- Peter A. Stiege – al doilea coleg al lui Edy
- Willi Neuenhahn – polițistul de la circulație
- Werner Senftleben – brigadierul
- Gisela Graupner – colega lui Siegi
- Alexander Papendiek – primul muncitor
- Albert Zahn – al doilea muncitor